# Segnaletica stradale nel Principato di Monaco
I segnali stradali nel Principato di Monaco sono regolati dall'articolo 39 del Code de la route e sono installati in base al regolamento della Convenzione di Ginevra sulla circolazione stradale del 1949.

I segnali stradali nel principato hanno le medesime forme e gli stessi colori dei segnali verticali utilizzati in Francia.

Sono suddivisi, come in Francia, in diverse categorie ed a ciascuna di queste corrisponde una lettera differente:
- categoria A - segnali di pericolo (29 segnali)
- categoria AB - segnali di intersezione e di priorità (9 segnali)
- categoria B - segnali di prescrizione, suddivisi in: segnali di divieto, segnali di obbligo e segnali di fine prescrizione (88 segnali)
- categoria C - segnali con indicazioni utili per la guida (52 segnali)
- categoria CE - segnali che indicano installazioni utili a chi guida (39 segnali)
- categoria D - segnali di direzione (56 segnali)
- categoria Dp - segnali per itinerari pedonali (4 segnali)
- categoria Dv - segnali per itinerari ciclabili (13 segnali)
- categoria Dc - segnali di informazione locale (2 segnali)
- categoria E - segnali di località (26 segnali)
- categoria EB - segnali di inizio e fine località (2 segnali)
- categoria F - segnali di progressiva ettometrica e chilometrica (categoria soppressa a favore dei segnali di categoria E50)
- categoria G - segnali in prossimità dei passaggi a livello (10 segnali)
- categoria H - segnali di informazione (10 segnali)
- categoria ID - simboli, emblemi e loghi (101 segnali)
- categoria J - segnali complementari (13 segnali)
- categoria AK, K, KC et KD - segnali temporanei (35 segnali)
- categoria M - pannelli integrativi (59 segnali)
- categoria R - segnaletica luminosa (15 segnali)
- categoria SE - simboli (37 segnali)
- categoria SR - segnali per informazione sulla sicurezza stradale (4 segnali)